# 新北欧料理
新北欧料理、新・北欧料理、ニュー・ノルディック・キュイジーヌ（New Nordic Cuisine）は、デンマーク・コペンハーゲンのレストラン「ノーマ」が始めた料理のジャンルである。

## 概要
厳密な定義は曖昧ではあるが、「自然との調和や地元を重視し、食べる人の心を動かす食体験」といった精神が根底に流れる料理である。単純にベリー類と地衣類を使用した料理ではない。
伝統的な食文化と地元食材を再評価する運動であり、「地元の新たなプライドの追求」である。北欧諸国は新北欧料理の提唱をきっかけとして、地元ならではのものを、より深く探求するようになった。

## 歴史
デンマークではフランスやイタリアのように「食事を特別な機会として楽しむ」という風習がなく、食文化はそれほど発達せず、2000年頃までは西ヨーロッパの食文化が混合したような状態だった。
2000年代初頭の北欧のレストランは、ほとんどが北欧料理以外の外国料理店であり、使用する食材もほとんどが輸入品であった。ノーマの共同設立者であるクラウス・メイヤーとノーマのシェフ・レネ・レゼピは地元を代表するシェフや食の関係者たちとともに、北欧における食文化と食糧生産の停滞打破を目標として2004年に活動を開始した。
2006年には、北欧の各国政府から新北欧料理運動の支援のために、学校給食の改善努力、北欧製品を海外に宣伝する国際的な支援活動といったプログラムの援助に300万ユーロを拠出した。なお、資金援助は2014年で終了。

## 影響
新北欧料理が世界各国から注目を集めたことによって、北欧の食文化の豊かさが世界に知られるようになり、北欧の地元食材が再評価されると共に、「地産地消」や「自然との共生」といった近年、世界的に注視される社会的価値観を象徴する料理ともなった。
新北欧料理運動は、北欧の人々の食事と食に対する考え方に幅広い影響を与え、果物や野菜からデニッシュ・ピッグ（デンマーク豚）などの家畜まで、在来の農産物の復活を奨励したところ、スーパーマーケットには地元産品の販売が増え、消費者もビーツ、キャベツ、ハーブなど、北欧の台所で見慣れた作物を改めて見直すようになった。
また、デンマークではシェフや食に見識の高い実業家たちが田舎に移って農業を始める動きも出てきている。

## マニフェストと実践規則
クラウス・メイヤーとノーマのレネ・レゼピが提唱した以下の10項目からなる「新北欧料理マニフェスト」を遵守する料理が、新北欧料理として認定される。
さらに、上記マニフェストを実践するための「ニュー・ノルディック・キュイジーヌの10の規則」が提唱されている。

## 日本での展開
自然や季節を慈しむ、健康的な食生活を重視するという点では、新北欧料理と和食とは通じるところがある。
日本のレストランでも、新北欧料理の考え方を日本の食材、地域性、調理法などを通して表現する店が表れている。「外部からのアイデアを組み合わせること」は上述のマニフェストにも宣言されている内容であり、新北欧料理の特徴でもある。